# Matthias Hart
Matthias Hart (* 25. April 1979 in Tegernsee, Bayern) ist ein ehemaliger deutscher Eishockeyspieler, der zuletzt beim TEV Miesbach in der Bayerischen Eishockey-Liga unter Vertrag stand.

## Karriere
Matthias Hart begann seine Karriere 1996 in der damals drittklassigen Regionalliga bei seinem Heimatverein TEV Miesbach. 1999 wechselte der Flügelstürmer in die 2. Bundesliga zum EC Bad Tölz. Mit dem Traditionsclub erreichte Hart in der Spielzeit 2000/2001 die Vizemeisterschaft, der Verein verzichtete aber auf den Aufstieg in die Deutsche Eishockey Liga. Hart spielte ab der folgenden Saison dennoch in der höchsten deutschen Spielklasse, da er einen Vertrag bei den DEG Metro Stars unterzeichnete. In den drei Jahren in Düsseldorf erreichte er mit dem Team zwei Mal die Play-offs, schied jedoch jeweils im Viertelfinale aus.
Zur Spielzeit 2004/05 wechselte Hart zum rheinischen Rivalen der DEG, den Kölner Haien, wo er ein Jahr unter Hans Zach spielte. Doch auch mit den Kölnern kam Hart nicht über das Viertelfinale hinaus. Zudem blieb Hart – auch aufgrund einer langwierigen Verletzung – in der kompletten Spielzeit ohne Scorerpunkt und erhielt anschließend keinen neuen Vertrag beim KEC. Die folgenden drei Jahre spielte der Linksschütze erneut in der 2. Bundesliga beim SC Bietigheim-Bissingen. Wie bereits so oft in seiner Karriere scheiterte Hart auch mit den Steelers zwei Mal im Play-off-Viertelfinale. Die Spielzeit 2008/09 verbrachte Hart bei den Starbulls Rosenheim in der Oberliga und gehörte mit 40 Scorerpunkten zu den erfolgreichsten Spielern der Mannschaft, die im Play-off-Halbfinale am späteren Aufsteiger ESV Kaufbeuren scheiterte. Seit Sommer 2009 spielt Hart wieder für seinen Heimatverein TEV Miesbach in der viertklassigen Bayerischen Eishockey-Liga. 2010 gewann er mit dem Team den Titel in der Bayernliga, jedoch verzichteten die Miesbacher auf den Aufstieg in die Oberliga.

## Karrierestatistik
(Legende zur Spielerstatistik: Sp oder GP = absolvierte Spiele; T oder G = erzielte Tore; V oder A = erzielte Assists; Pkt oder Pts = erzielte Scorerpunkte; SM oder PIM = erhaltene Strafminuten; +/− = Plus/Minus-Bilanz; PP = erzielte Überzahltore; SH = erzielte Unterzahltore; GW = erzielte Siegtore; 1 Play-downs/Relegation; Kursiv: Statistik nicht vollständig)